# Dendritobilharzia pulverulenta
Dendritobilharzia pulverulenta är en plattmaskart som först beskrevs av Braun 1901.  Dendritobilharzia pulverulenta ingår i släktet Dendritobilharzia och familjen Strigeidae. Inga underarter finns listade i Catalogue of Life.